# 3-я линия Хорошёвского Серебряного Бора
Тре́тья ли́ния Хорошёвского Сере́бряного Бо́ра — улица в Серебряном бору Москвы (район Хорошёво-Мнёвники) между Москвой-рекой и Таманской улицей.

## Происхождение названия
Названия линий Серебряного Бора даны в 1950 году по расположению в части Серебряного Бора, относившейся к селу Хорошёво.

## Описание
3-я линия Хорошёвского Серебряного Бора начинается от берега Москвы-реки, проходит на юго-запад вдоль берега и параллельно 2-й линии, пересекает Центральный проезд Хорошёвского Серебряного Бора и Таманскую улицу, после чего выходит к Бездонному озеру, поворачивает на запад, идёт параллельно Таманской улице (слева здесь находится Серебряноборское лесничество) и заканчивается на 4-й линии.

## Учреждения и организации
- Дом 77А — Московская городская общественная организация ВОИ, центр реабилитации «Серебряный Бор»;
- Дом 135А — поисково-спасательная станция «Серебряный Бор».

## См.также
- Серебряный бор